# Geewa
Geewa je české herní vývojářské studio se sídlem v Praze, založené v roce 2005 Milošem Endrlem. Zaměřuje se na vývoj free-to-play multiplayerových mobilních her. Za rok 2020 vykázala Geewa ztrátu 11 milionů korun při tržbách 373 milionů korun, kumulovaná ztráta vzrostla na 204 milionů korun.
Geewa získala v roce 2013 ocenění Red Herring 100 Europe a je nejznámější pro své hry Smashing Four a Pool Live Tour.

## Historie
Geewa byla založena v roce 2005 Milošem Endrlem, se záměrem spojovat kreativitu, technologii a data při tvorbě originálních her pro každého. Odtud také pramení inspirace pro název Geewa, který je zkratkou z anglického Games for Everyone, Everywhere, With Anyone. Krátce po svém vzniku spustila svůj portál s flashovými hrami Geewa.com.
V roce 2006 se Geewa spojila s největším českým internetovým portálem Seznam.cz, aby spolu provozovaly herní web Hry.cz.
V roce 2007 do Geewy Přišla investice $2,2 milionů od polské společnosti MCI Ventures. V následujících 2 letech získala Geewa licence pro distribuci her společností Bigpoint, Alawar a Ganymede na svých herních portálech v České republice.
V roce 2009 se Geewa zaměřila na nově se rozbíhající platformu – Facebook. Tam v roce 2010 vydala kulečníkovou hru Pool Live Tour, se kterou dosáhla světového úspěchu. Hru v době jejího největšího úspěchu hrálo přes 90 milionů hráčů z celého světa.
V roce 2012 Geewa na Facebooku vydala hru Pirates Poker a přebrala brněnské studio Cuketa, stojící za hrou Age of Defenders.
V roce 2013 vydala Geewa kulečník Pool Live Tour pro mobilní zařízení, a slovní hru On Words pro prohlížeče.
V roce 2014 Geewa získala investici $4,2 milionů od investiční skupiny KKCG a MCI Ventures. Geewa zrychlila práci na vývoji a pro mobilní zařízení vydala hry Munchie Mania a On Words. V tom samém roce vyšla také nová hra Tile On.
V roce 2015 vydala Geewa první pokračovaní svého kulečníku Pool Live Tour 2 a také Prima Kvízy, hru vzniklou ze spolupráce mezi Geewou a českou televizní stanicí Prima.
V roce 2016 vydala Geewa další pokračování kulečníkové série Pool Live Tour: Champions a začala pracovat na nové hře využívající kulečníkovou fyziku.
V roce 2018 Geewa vydala mobilní hru Smashing Four. Tato strategická tahová mobilní hra založená na kulečníkové fyzice dosáhla několik měsíců po vydání na iTunes žebříček top 250 nejvýdělečnějších her USA, hru hraje přes 200 000 hráčů denně.
V roce 2019 Geewa začala pracovat na nové hře Smash Casters. Předběžný přístup mají android zařízení z České republiky, Slovenska a Polska.
V roce 2020 Geewu koupil americký specialista na mobilní hry AppLovin.

## Seznam her
| Rok  | Titul                     | Platforma                      | Platforma                      | Platforma |
| Rok  | Titul                     | Android                        | iOS                            | Prohlížeč |
| ---- | ------------------------- | ------------------------------ | ------------------------------ | --------- |
| 2005 | Wild West Duel            | Ne                             | Ne                             | Ano       |
| 2005 | Hockey                    | Ne                             | Ne                             | Ano       |
| 2006 | Kris Kros                 | Ne                             | Ne                             | Ano       |
| 2006 | Puzzle                    | Ne                             | Ne                             | Ano       |
| 2006 | Poker Texas Hold'em       | Ne                             | Ne                             | Ano       |
| 2006 | Pexeso                    | Ne                             | Ne                             | Ano       |
| 2006 | Prosekej se na svobodu    | Ne                             | Ne                             | Ano       |
| 2006 | Piškvorky                 | Ne                             | Ne                             | Ano       |
| 2006 | Šachy                     | Ne                             | Ne                             | Ano       |
| 2006 | Dáma                      | Ne                             | Ne                             | Ano       |
| 2006 | Faraón                    | Ne                             | Ne                             | Ano       |
| 2006 | Prší                      | Ne                             | Ne                             | Ano       |
| 2006 | Lodě                      | Ne                             | Ne                             | Ano       |
| 2006 | Sudoku                    | Ne                             | Ne                             | Ano       |
| 2006 | IQ Cards                  | Ne                             | Ne                             | Ano       |
| 2007 | World Soccer              | Ne                             | Ne                             | Ano       |
| 2007 | Slovní fotbal             | Ne                             | Ne                             | Ano       |
| 2008 | Climbers                  | Ne                             | Ne                             | Ano       |
| 2008 | Solitér                   | Ne                             | Ne                             | Ano       |
| 2008 | Horolezci                 | Ne                             | Ne                             | Ano       |
| 2009 | Reversi                   | Ne                             | Ne                             | Ano       |
| 2009 | Vrhcáby                   | Ne                             | Ne                             | Ano       |
| 2009 | Abaku                     | Ne                             | Ne                             | Ano       |
| 2009 | Řešení místo strašení     | Ne                             | Ne                             | Ano       |
| 2010 | Pool Live Tour            | Ne                             | Ne                             | Ano       |
| 2010 | Párovaná – Česká levice   | Ne                             | Ne                             | Ano       |
| 2012 | Pirates Poker             | Ne                             | Ne                             | Ano       |
| 2013 | Pool Live Tour            | Ano                            | Ano                            | Ano       |
| 2013 | Age of Defenders          | Ne                             | Ne                             | Ano       |
| 2013 | Munchie Mania             | Ano                            | Ano                            | Ano       |
| 2013 | On Words                  | Ano                            | Ano                            | Ano       |
| 2014 | Tile On                   | Ne                             | Ne                             | Ano       |
| 2015 | Pool Live Tour 2          | Ano                            | Ano                            | Ano       |
| 2015 | Prima Kvízy               | Ano                            | Ano                            | Ne        |
| 2016 | Pool Live Tour: Champions | Ano                            | Ano                            | Ano       |
| 2018 | Smashing Four             | Ano                            | Ano                            | Ne        |
| 2019 | Smash Casters             | Předběžný přístup (ČR, SR, PL) | Předběžný přístup (ČR, SR, PL) | Ne        |